# Sainte-Bazeille
 Sainte-Bazeille  es una población y comuna francesa, en la región de Aquitania, departamento de Lot y Garona, en el distrito de Marmande y cantón de Marmande-Ouest.

## Demografía
| 1824 | 1948 | 2368 | 2626 | 2629 | 2656 |
| Para los censos de 1962 a 1999 la población legal corresponde a la población sin duplicidades (Fuente: INSEE [Consultar]) |      |      |      |      |      |